# ファラデー電流
電気化学において、ファラデー電流（ファラデーでんりゅう、英語: faradaic current）は、電極におけるいくつかの化学物質の還元または酸化によって生成される電流である。正味のファラデー電流は、指示電極あるいは作用電極を流れる全ファラデー電流の代数和である。
電極への電荷移動量が増大するにつれて接近するファラデー電流の限界値は限界電流と呼ばれる。